# National Reconnaissance Office
National Reconnaissance Office (NRO), er en af USAs 16 efterretningstjenester, med hovedkvarter i  Chantilly, Virginia, ca. tre kilometer syd for Washington Dulles International Airport.
NRO tilhører en af de fem store efterretningsorganisationer i USA, sammen med Central Intelligence Agency, National Security Agency, Defense Intelligence Agency og National Geospatial-Intelligence Agency.
Tjenesten varetager konstruktion , bygning, vedligehold og drift af USA's spionsatelliter samt koordinerer optagelse af billeder fra  satellitter og rekognosceringsfly  og analyserer samme.